# Adré
Adré (en árabe: أدري) es la población principal del departamento de Assoungha, en la Región de Ouaddaï en Chad. Se encuentra muy cerca de la frontera con Sudán. Es la ciudad más grande de Ouaddaï después de Abéché, y es una ciudad estratégica por su posición geográfica.
Adré se ha convertido en uno de los polos de equilibrio de la región de Ouaddaï. Su gentilicio es "Adrois" en francés. Una ciudad con una tradición agrícola, Adré también está bien posicionada en la cría de ganado. Hoy se le conoce como punto de tránsito de mercancías de los países del Golfo. Debido a esta especialidad, Adré se ha convertido en una de las ciudades más importantes de la región.

## Historia
"Adré" viene de la palabra en el lenguaje de los Masalit "adéré", que significa "lago" o "estanque", debido al lago en la ciudad. Adré se encuentra en el eje que conecta Yamena y Abéché con Geneina en Sudán, es decir, el camino que han seguido durante mucho tiempo los peregrinos o los comerciantes chadianos, sudaneses, cameruneses y nigerianos.

## Guerra civil chadiana
La Guerra civil chadiana comenzó el 23 de diciembre de 2005, cuando el gobierno de Chad declaró el "estado de beligerancia" con Sudán y llamó a los ciudadanos chadianos a movilizarse contra el "enemigo común", mientras que el gobierno de Chad observaba a los militantes del grupo "Manifestación para la Democracia y Libertad" (RDL), rebeldes supuestamente apoyados por Sudán.
Los militantes habían atacado pueblos y ciudades en el este de Chad, robando ganado, asesinando ciudadanos e incendiando casas. Más de 200,000 refugiados de la región de Darfur, en el noroeste de Sudán, solicitaron asilo en el este de Chad. El presidente de Chad, Idriss Déby, acusó al presidente de Sudán, Omar Hasán Ahmad al Bashir, de intentar "desestabilizar nuestro país, llevar a nuestra gente a la miseria, crear desorden y exportar la guerra de Darfur a Chad".
Un ataque en Adré acabó entre cien o trescientos rebeldes muertos, como ha informado CNN. Se culpó al gobierno sudanés por el ataque, que fue el segundo en la región en tres días. Pero el portavoz del Ministerio de Relaciones Exteriores de Sudán, Jamal Mohammed Ibrahim, negó cualquier participación de Sudán. "No estamos a favor de ninguna escalada con Chad. Negamos la participación en los asuntos internos de Chad". Este ataque fue la gota que colmó el vaso que llevó a la declaración de guerra por parte de Chad y al supuesto despliegue de la fuerza aérea chadiana en el espacio aéreo sudanés, que el gobierno chadiano negó.
Adré fue atacado el 3 de febrero de 2007. La lucha se prolongó durante horas entre el gobierno y una coalición de cuatro grupos rebeldes, incluidas las Fuerzas Unidas para la Democracia y el Desarrollo. El gobierno afirmó que Sudán fue responsable del ataque.